# Radamés Treviño
Radamés Eliud Treviño Llanas (Monterrey, Nuevo León; 7 de diciembre de 1945 – Ciudad de México; 12 de abril de 1970) fue un ciclista mexicano de ruta y pista.

## Biografía

### Carrera
Fue seis veces medallista en los Juegos Centroamericanos y del Caribe. En 1966, en San Juan, Puerto Rico obtuvo medallas de oro en las carreras de persecución individual y por equipos de 4000 metros. En 1970, en Panamá, se proclamó campeón en los 1.000 metros redondos, medallista de plata en los 4.000 metros de persecución individual, bronce en los 4.000 metros de persecución por equipos y en carrera por equipos en ruta.
En 1967, se convirtió en tres veces medallista en los Juegos Panamericanos de Winnipeg, Canadá, ganando la plata en los 4000 metros de persecución por equipos y en la carrera por equipos de ruta y el bronce en los 4000 metros de persecución individual.
Ese mismo año participó en el Campeonato Mundial de Ciclismo en Ruta en Heerlen , ocupando el último puesto 25 en la carrera por equipos en ruta como parte del equipo mexicano.
En 1968, integró la selección mexicana en los Juegos Olímpicos de Verano en la Ciudad de México. En la carrera por equipos de 100 km en ruta, el equipo mexicano, que también contaba con Agustín Alcántara, Adolfo Belmonte y Roberto Brito, terminó décimo en 2 horas 16 minutos 8,44 segundos 8 minutos 19,40 segundos para los ciclistas holandeses ganadores de oro. En la carrera de persecución individual de 4.000 metros ocupó el séptimo lugar en la clasificación y perdió en los cuartos de final ante John Bylsma de Australia . En la carrera de persecución por equipos, el equipo mexicano, en el que también compitieron Heriberto Díaz, Agustín Alcántara y Adolfo Belmonte, perdió ante los corredores daneses en octavos de final.Radamés Treviño. cyclingarchives.com</ref>
En 1969 participó en la carrera por etapas en ruta del Tour de l'Avenir, pero no la terminó. Obtuvo el 2° lugar en la Vuelta a Cuba . Ese mismo año estableció un récord mundial en una carrera de una hora en pista.

## Muerte
Radanés Treviño falleció el 12 de abril de 1970 en la Ciudad de México en un accidente durante la  carrera de ruta Pachuca de Soto -Ciudad de México. En la curva, Treviño salió volando del sillín y fue atropellado por un automóvil que circulaba por el carril contrario, muriendo en el acto. Un velódromo en México lleva su nombre en su honor.